# تشارلز بوليت تومسون
تشارلز بوليت تومسون، البارون سيدنهام الأول (بالإنجليزية: Charles Poulett Thomson, 1st Baron Sydenham) (13 سبتمبر 1799 – 19 سبتمبر 1841) كان رجل أعمال وسياسيًا ودبلوماسيًا بريطانيًا، ويُعد أول من شغل منصب الحاكم العام لمقاطعة كندا الموحدة بعد اتحاد كندا العليا وكندا السفلى عام 1841.

## الحياة المبكرة والتعليم
وُلد تومسون في لندن لعائلة تجارية ثرية، وتلقى تعليمه في كلية إيست إند. بدأ حياته المهنية في مجال التجارة في شركة والده، ثم انخرط في السياسة ضمن صفوف حزب الأحرار (الويغ).

## الحياة السياسية
دخل البرلمان البريطاني عام 1826 ممثلًا لدائرة مانشستر، وعُرف بدعمه لسياسات التجارة الحرة. شغل منصب وكيل وزارة التجارة، حيث عمل على تطوير السياسات التجارية البريطانية وتحسين شبكات النقل والبنية التحتية.

## الحاكم العام لكندا الموحدة
في عام 1839، عُيّن تومسون كمفوض ملكي لتطبيق اتحاد كندا العليا والسفلى، ثم أصبح في عام 1841 أول حاكم عام لمقاطعة كندا الموحدة. سعى خلال فترة ولايته القصيرة إلى إصلاح النظام الإداري، وتعزيز سلطة الحكومة المركزية، وتسهيل التعاون بين المجموعتين الإنجليزية والفرنسية في البلاد.

## الوفاة
توفي تومسون في 19 سبتمبر 1841، بعد أقل من عام على توليه المنصب، متأثرًا بإصابته أثناء حادث سقوط. ودُفن في مدينة كينغستون، أونتاريو. ورغم قِصر فترة ولايته، يُذكر كأحد الشخصيات المؤثرة في بدايات التكوين السياسي لكندا الحديثة.